# Храм Венеры-Прародительницы
Храм Венеры Прародительницы ((лат. templum Veneris Genetricis) — храм, некогда находившийся на форуме Цезаря в Риме.
Фасад храма был украшен 8 колоннами, до наших дней сохранились лишь три колонны и подиум. Храм был возведён Юлием Цезарем в 46 году до н. э. в знак признательности Венере Прародительнице (лат. Venus Genetrix), также богине домашнего очага и материнства, за то, что она привела Цезаря к победе при Фарсале над Помпеем.
В храме находились статуи Цезаря, Клеопатры и Венеры Прародительницы, которая считалась матерью Энея, прародительницей Ромула и Рема и рода Юлиев. Позднее храм был перестроен Домицианом и восстановлен Траяном в 113 году.

## Фотогалерея
- Общий вид, 1612—1621
- Общий вид, 1747
- План
- Вид сверху
- Общий вид снаружи
- Общий вид изнутри
- Колонны, вид снаружи
- Колонны, вид изнутри
- Вид ночью